# Ariobarzanes I van Cappadocië

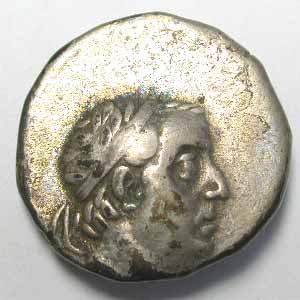
Ariobarzanes I

Ariobarzanes I, bijgenaamd Philoromaios (Grieks: Ἀριοϐαρζάνης Φιλορώμαιος, Ariobarzánēs Philorṓmaios, die Rome liefheeft), was koning van Cappadocië van 95 v.Chr. tot ongeveer 63 of 62 v.Chr.. 
Oorspronkelijk werd hij door het volk op de troon gezet nadat de Romeinse Senaat de aanspraken van Ariarathes IX verworpen had en hij door de Romeinse consul Lucius Cornelius Sulla gesteund werd. Hij regeerde met onderbrekingen over een koninkrijk dat als een Romeins protectoraat beschouwd kan worden. Drie keer werd hij door de Armeense koning Tigranes II afgezet, maar wist niet alleen weer op de troon terug te keren maar zelfs zijn gebied uit te breiden onder Pompeius in de Derde Mithridatische Oorlog. Uiteindelijk trad hij af ten gunste van zijn zoon Ariobarzanes II Philopator in ca. 63 of 62 v.Chr. Zijn dochter was getrouwd met koning  Antiochus I Theos van Commagene. Zijn vrouw was Athenais Philostorgos.